# Helir-Valdor Seeder

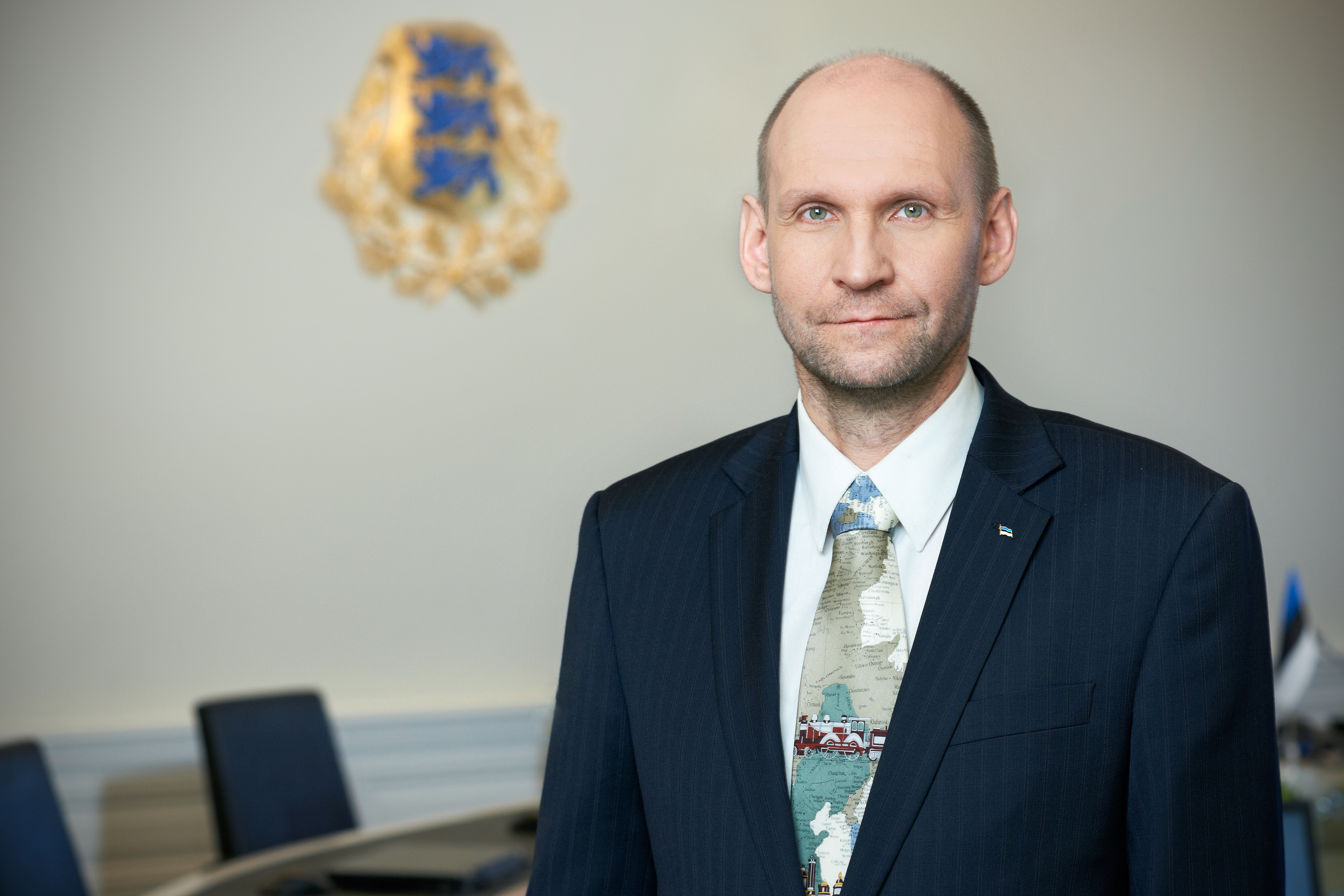
Helir-Valdor Seeder (2011).

Helir-Valdor Seeder (* 7. September 1964 in Viljandi, Estnische SSR) ist ein estnischer Politiker. Er gehört der Isamaa (vormals Isamaa ja Res Publica Liit) an, deren Vorsitzender er seit 2017 ist. Seeder war von April 2007 bis März 2014 Landwirtschaftsminister der Republik Estland.

## Leben

### Frühe Jahre
Helir-Valdor Seeder schloss 1979 die Schule in Viljandi ab. Er erhielt bis 1983 eine Ausbildung am Technikum der Musterkolchose „Juri Gagarin“. Anschließend studierte er bis 1990 Ökonomie an der Estnischen Landwirtschaftlichen Hochschule in Tartu. 1990/91 war er als Lehrer im Technikum von Vana-Võidu (Kreis Viljandi) tätig.

### Politiker
1995 trat Seeder in die rechtskonservative Partei Isamaaliit (Vaterlandsunion) ein, die später in der Isamaa ja Res Publica Liit (IRL) aufging. Von 1991 bis 2003 hatte er verschiedene Posten im Kreis Viljandi inne, unter anderem als Wirtschaftsreferent der Stadtverwaltung Viljandi (1991/92), stellvertretender Bürgermeister (1992), Oberbürgermeister der Stadt (1992/93) und Landrat des Kreises Viljandi (1993–2003). Von 2003 bis 2007 war Helir-Valdor Seeder Abgeordneter im estnischen Parlament (Riigikogu).
Nach der Parlamentswahl 2007 wurde er von Ministerpräsident Andrus Ansip im April 2007 zum Landwirtschaftsminister in seinem 2. Kabinett berufen. Diesen Posten übernahm nach der Wahl 2011 auch im folgenden Kabinett Ansip III. Mit dem Ende der Koalition zwischen Reformpartei und IRL im März 2014 schied Valdor-Seeder aus der Regierung aus.
Nach der Parlamentswahl 2015 war Helir-Valdor Seeder seit Ende März 2015 Vizepräsident des Riigikogu. Am 13. Mai 2017 wurde er zum Vorsitzenden der IRL gewählt, übernahm im Folgenden aber nicht wie sonst meist üblich einen Ministerposten, sondern den Vorsitz der Fraktion im Parlament.

### Privates
Helir-Valdor Seeder ist verheiratet und hat vier Söhne.